# Terje Langli
Terje Bjarte Langli (* 3. Februar 1965 in Steinkjer) ist ein ehemaliger norwegischer Skilangläufer.
Erstmals trat Langli bei den Junioren-Weltmeisterschaften 1983 im finnischen Kuopio ins internationale Rampenlicht, als er mit der norwegischen 3-mal-5-Kilometer-Staffel den zweiten Platz belegte. Zwei Jahre wiederholte er diese Platzierung bei den Junioren-Weltmeisterschaften in Täsch. Sein größter Erfolg war der Sieg im 10-Kilometer-Rennen in der klassischen Technik bei den Weltmeisterschaften 1991. Ein Jahr später gewann er über 30 Kilometer in der freien Technik die Bronzemedaille bei den Olympischen Spielen 1992 in Albertville. Mit der norwegischen Staffel konnte er zudem vier Medaillen gewinnen, darunter drei goldene.

## Erfolge

### Olympische Winterspiele
- 1992 in Albertville: Gold mit der Staffel, Bronze über 30 km

### Weltmeisterschaften
- 1987 in Oberstdorf: Bronze mit der Staffel
- 1991 im Val di Fiemme: Gold über 10 km, Gold mit der Staffel
- 1993 in Falun: Gold mit der Staffel

### Norwegische Meisterschaften
- 1987: Silber mit der Staffel
- 1988: Silber über 50 km
- 1989: Gold über 50 km, Silber über 30 km
- 1990: Silber mit der Staffel
- 1992: Bronze über 30 km
- 1994: Bronze über 10 km
- 1995: Silber mit der Staffel

### Weltcupsiege im Einzel
| Nr. | Datum            | Ort           | Disziplin                         |
| --- | ---------------- | ------------- | --------------------------------- |
| 1.  | 10. März 1990    | Örnsköldsvik  | 30 km klassisch Individualstart   |
| 2.  | 11. Februar 1991 | Val di Fiemme | 10 km klassisch Individualstart 1 |

### Weltcup-Gesamtplatzierungen
| Saison  | Platz | Punkte |
| ------- | ----- | ------ |
| 1986/87 | 27.   | 18     |
| 1987/88 | 43.   | 4      |
| 1988/89 | 10.   | 43     |
| 1989/90 | 8.    | 52     |
| 1990/91 | 6.    | 73     |
| 1991/92 | 4.    | 83     |
| 1992/93 | 10.   | 234    |
| 1993/94 | 77.   | 5      |
| 1994/95 | 34.   | 74     |
| 1995/96 | 67.   | 9      |